# Mesoleptus aequilatus
Mesoleptus aequilatus är en stekelart som först beskrevs av Forster 1876.  Mesoleptus aequilatus ingår i släktet Mesoleptus och familjen brokparasitsteklar. Inga underarter finns listade i Catalogue of Life.